# Schizotricha nana
Schizotricha nana är en nässeldjursart som beskrevs av Peña-Cantero, Svoboda och Vervoort 1996. Schizotricha nana ingår i släktet Schizotricha och familjen Halopterididae.
Artens utbredningsområde är Södra Ishavet. Inga underarter finns listade i Catalogue of Life.